# خوان ديل أركو
خوان ديل أركو (بالإسبانية: Juan del Arco)‏ مواليد 29 نوفمبر 1991 في ليغانيس، إسبانيا، هو لاعب كرة يد إسباني يلعب كوسط مدافع. يلعب حاليا مع نادي إيفري لكرة اليد ويحمل الرقم 33. مثل منتخب إسبانيا لكرة اليد.

## سجل المنافسة
شارك في البطولات التالية:
- بطولة أوروبا لكرة اليد للرجال 2016

## روابط خارجية
- خوان ديل أركو على موقع الاتحاد الأوروبي لكرة اليد (الإنجليزية)
- خوان ديل أركو على موقع الاتحاد الفرنسي لكرة اليد (الفرنسية)